# Julio Enciso
Julio César Enciso Espínola (Caaguazú, 23 de janeiro de 2004) é um futebolista profissional paraguaio que atua como meia ofensivo. Atualmente joga pelo Brighton & Hove Albion, clube da Premier League, e representa a Seleção Paraguaia de Futebol.

## Carreira

### Início de Carreira
Enciso começou a sua carreira futebolística no Paraguai, no clube local da sua cidade natal, Caaguazú. Com 11 anos, foi recrutado pelo Club Libertad. A 17 de março de 2019, com 15 anos, Enciso fez a sua estreia profissional pela equipa principal do Libertad, numa vitória caseira por 4–0 sobre o Deportivo Santaní, tornando-se o mais jovem jogador de sempre a estrear-se pelo clube.

### Brighton & Hove Albion
A 17 de junho de 2022, Enciso transferiu-se para o Brighton & Hove Albion, da Premier League, por uma taxa de 9,5 milhões de libras (mais possíveis bónus relacionados com objetivos), assinando um contrato de 4 anos pelos Seagulls. A 24 de agosto, Julio estrou-se pelo Brighton, jogando 80 minutos de uma vitória por 3–0 em casa do Forest Green Rovers, da League One, na 2ª ronda da Taça da Liga Inglesa, onde assistiu um golo de Steven Alzate. A 29 de outubro, Enciso estreou-se na Premier League, substituindo Adam Lallana aos 65 minutos de uma vitória em casa por 4–1 sobre o Chelsea. A 4 de abril de 2023, o paraguaio marcou o seu primeiro golo pelo Brighton, numa vitória fora de casa por 2–0 sobre o Bournemouth. A 15 de abril, marcou numa vitória por 1–2 no terreno do Chelsea - a primeira vitória de sempre do Brighton em Stamford Bridge.
A 23 de abril, Enciso foi titular na semi-final da FA Cup, disputada em Wembley, jogando 67 minutos frente ao Manchester United; o Brighton acabou por ser derrotado no desempate por grandes penalidades. Três dias depois, o jovem de 19 anos foi pela primeira vez titular na Premier League, numa derrota por 3–1 em casa do Nottingham Forest. Três dias depois, a 29 de abril, Enciso fez 2 assistências na goleada do Brighton, em casa, por 6–0 sobre o Wolves, a maior vitória de sempre dos Seagulls na Premier League. A 14 de maio, Julio abriu, de cabeça, o marcador numa vitória por 3–0 sobre o Arsenal, no Emirates Stadium. A 24 de maio, marcou, através de um impressionante remate de longa distância, o seu primeiro golo no Falmer Stadium, garantindo um empate por 1–1 frente ao Manchester City, que garantiu a presença do Brighton na Liga Europa de 2023–24. Este golo foi eleito Golo da Temporada 2022–23 pela BBC e, posteriormente, Golo da Temporada da Premier League, vencendo Ivan Toney e Miguel Almirón num voto aberto ao público.

### Ipswich Town
No dia 23 de janeiro de 2025, o Ipswich Town anunciou a contratação, por empréstimo, de Enciso.

## Carreira Internacional
Enciso é internacional paraguaio a nível juvenil e sénior. Representou a Seleção Sub-15 do Paraguai no Campeonato Sul-Americano Sub-15 de 2019. Estreou-se pela Seleção principal do Paraguai a 14 de junho de 2021, numa vitória por 3–1 sobre a Bolívia, na Copa América 2021.

## Estatísticas de Carreira
- Atualizado até fim da temporada 2022–23

| Clube                  | Temporada         | Campeonato        | Campeonato | Campeonato | Taça  | Taça  | Taça da Liga | Taça da Liga | Outros | Outros | Total | Total |
| Clube                  | Temporada         | Divisão           | Jogos      | Golos      | Jogos | Golos | Jogos        | Golos        | Jogos  | Golos  | Jogos | Golos |
| ---------------------- | ----------------- | ----------------- | ---------- | ---------- | ----- | ----- | ------------ | ------------ | ------ | ------ | ----- | ----- |
| Libertad               | 2019              | Primera División  | 3          | 0          | 2     | 0     | —            | —            | 0      | 0      | 5     | 0     |
| Libertad               | 2020              | Primera División  | 8          | 1          | 0     | 0     | —            | —            | 2      | 1      | 10    | 2     |
| Libertad               | 2021              | Primera División  | 30         | 6          | 3     | 4     | —            | —            | 9      | 2      | 42    | 12    |
| Libertad               | 2022              | Primera División  | 14         | 11         | 0     | 0     | —            | —            | 3      | 0      | 17    | 11    |
| Libertad               | Total             | Total             | 55         | 18         | 5     | 4     | 0            | 0            | 14     | 3      | 74    | 25    |
| Brighton & Hove Albion | 2022–23           | Premier League    | 20         | 4          | 3     | 0     | 3            | 0            | 0      | 0      | 26    | 4     |
| Total de Carreira      | Total de Carreira | Total de Carreira | 75         | 22         | 8     | 4     | 3            | 0            | 14     | 3      | 100   | 29    |

1. ↑  Inclui Copa Paraguay e FA Cup
2. ↑  Inclui EFL Cup

### Internacional
- Atualizado até 27 de março de 2023

| Seleção  | Ano   | Jogos | Golos |
| -------- | ----- | ----- | ----- |
| Paraguai | 2021  | 2     | 0     |
| Paraguai | 2022  | 7     | 0     |
| Paraguai | 2023  | 1     | 0     |
| Total    | Total | 10    | 0     |

## Títulos
Club Libertad
- Primera División: Apertura 2021
- Copa Paraguay : 2019